# Liste der Kulturdenkmäler in Longuich
In der Liste der Kulturdenkmäler in Longuich sind alle Kulturdenkmäler der rheinland-pfälzischen Ortsgemeinde Longuich einschließlich des Ortsteils Kirsch aufgeführt. Im Ortsteil Sang-Neuhaus sind keine Kulturdenkmäler ausgewiesen. Grundlage ist die Denkmalliste des Landes Rheinland-Pfalz (Stand: 8. Februar 2023).

## Longuich

### Denkmalzonen
| Bezeichnung                   | Lage | Baujahr                 | Beschreibung | Bild            |
| ----------------------------- | --- | ----------------------- | --- | --------------- |
| Denkmalzone Friedhof          | Maximinstraße Lage | 1870                    | 1870 angelegt, 1900 erweitert; ummauerte Anlage, neugotisches Friedhofskreuz, 1868; Kriegerdenkmal 1866 und 1870/71, Obelisk von 1899, Erweiterung 1931 | Fotos hochladen |
| Denkmalzone Ortskern Longuich | Bahnhofstraße, Brückenstraße, Fischergasse, In der Botacht, Johannisstraße, Laurentiusstraße, Maximinstraße, Weinstraße Lage | 16. bis 20. Jahrhundert | kennzeichnendes Ortsbild eines alten Bauern- und Winzerdorfes zu beiden Seiten der Maximinstraße mit den Quergassen Richtung Moselufer und den einrahmenden Baumpflanzungen; historische Bebauung, die bis in die Zeit vor 1600 zurückreicht, mit Pfarrkirche, Pfarrhaus, Schule, Hofgütern, Quereinhäusern, Winkelhöfen, Parallelgehöften und Winzerhäusern | BW              |

### Einzeldenkmäler
| Bezeichnung                            | Lage                                          | Baujahr                            | Beschreibung | Bild                           |
| -------------------------------------- | --------------------------------------------- | ---------------------------------- | --- | ------------------------------ |
| Hofanlage                              | Bahnhofstraße 2 Lage                          | 1784                               | Winkelhof, bezeichnet 1784 | BW                             |
| Wohnhaus                               | Bahnhofstraße 4 Lage                          | 1784                               | Krüppelwalmdachbau, bezeichnet 1784 | BW                             |
| Brückenzollhäuschen                    | Brückenstraße ohne Nummer Lage                | 1912                               | Brückenzollhäuschen, 1912 | Fotos hochladen                |
| Hofanlage                              | Brückenstraße 3 Lage                          | 1780                               | spätbarocker Winkelhof, bezeichnet 1780 | BW                             |
| Wohnhaus                               | Brückenstraße 4/6 Lage                        | um 1600                            | Treppengiebelhaus, um 1600 | BW                             |
| Wegekreuz                              | Kirchenweg, Ecke Ceresierstraße Lage          | Ende des 19. Jahrhunderts          | neugotisches Sandsteinkreuz, Ende des 19. Jahrhunderts | Fotos hochladen                |
| Pfarrhof                               | Kratzenhof 2 Lage                             | 1754                               | barocker Krüppelwalmdachbau in ummauertem Areal, 1754 | Fotos hochladen                |
| Maximiner Hofgut                       | Maximinerhof 1–5 Lage                         | 1509                               | barocker Vierseithof; Kernbau von 1509, Erweiterung 1714, Teilung im frühen 19. Jahrhundert | Fotos hochladen                |
| Hofanlage                              | Maximinstraße 7 Lage                          | 18. Jahrhundert                    | Hofanlage, 18. Jahrhundert; Kernbau älter, Umbau um 1830, Erweiterung um 1900 | weitere Bilder Fotos hochladen |
| Küsterhaus                             | Maximinstraße 10 Lage                         | 1922                               | späthistoristischer Zwerchhausbau, 1922 | BW                             |
| Katholische Pfarrkirche St. Laurentius | Maximinstraße 14 Lage                         | 1771                               | romanischer Westturm, barocker Saalbau, 1771; zugehörig ummauerter Kirchhof mit Rokoko-Tor, Friedhofskreuz 1829, Grabplatte 1496, Epitaph um 1570, klassizistische Grabsäule 1838, Grabstein 1775 | weitere Bilder Fotos hochladen |
| Schulhaus                              | Maximinstraße 16 Lage                         | 1906                               | ehemalige Schule; späthistoristischer Krüppelwalmdachbau, 1906 | BW                             |
| Schulhaus                              | Maximinstraße 18 Lage                         | 1845                               | ehemalige Schule; klassizistischer Putzbau, 1845 | BW                             |
| Quereinhaus                            | Maximinstraße 29 Lage                         | 1744                               | barockes Quereinhaus mit Krüppelwalmdach, bezeichnet 1744, Umgestaltung bezeichnet 1833 | BW                             |
| Hofanlage                              | Maximinstraße 33 Lage                         | 1791                               | spätbarocker Winkelhof, bezeichnet 1791 | BW                             |
| Alte Burg                              | Maximinstraße 35/37 Lage                      | 14. Jahrhundert                    | gotisches Burghaus, 14. Jahrhundert, Ausbau 1496, Teilung 1803 | weitere Bilder Fotos hochladen |
| Einhaus                                | Maximinstraße 36 Lage                         |                                    | Einhaus; stattlicher Krüppelwalmdachbau, im Kern barock, klassizistische Überformung bezeichnet 1855                                                                                              | BW                             |
| Wohnhaus                               | Maximinstraße 41 Lage                         | zweite Hälfte des 18. Jahrhunderts | Mansardwalmdachbau, zweite Hälfte des 18. Jahrhunderts | BW                             |
| Quereinhaus                            | Mühlenstraße 3 Lage                           | 1836                               | Quereinhaus; klassizistischer Walmdachbau, bezeichnet 1836, Erweiterungen bezeichnet 1842 und 1902                                                                                                | BW                             |
| Wendelinuskapelle                      | Weinstraße, Ecke Bahnhofstraße Lage           | 1899                               | Putzbau, 1899 | BW                             |
| Wegekreuz                              | östlich des Ortes an der Longuicher Mühle     | um 1700                            | Balkenkreuz, um 1700 | Fotos hochladen                |
| Badeanlage der römischen Villa         | südlich des Ortes im Weinberg Lage            | Ende des 2. Jahrhunderts           | Badeanlage in der rekonstruierten villa suburbana, Ende des 2. Jahrhunderts | weitere Bilder Fotos hochladen |
| Wegekreuz                              | südlich des Ortes in den Weinbergen Lage      | 1769                               | Balkenkreuz, reliefertes Vesperbild, bezeichnet 1769 | Fotos hochladen                |
| Longuicher Sauerwasser                 | südwestlich des Ortes im Longuicher Wald Lage |                                    | Sauerbrunnen; Quellfassung, Neufassung 1913 | Fotos hochladen                |

## Kirsch

### Denkmalzonen
| Bezeichnung                 | Lage                                                         | Baujahr                 | Beschreibung | Bild |
| --------------------------- | ------------------------------------------------------------ | ----------------------- | --- | ---- |
| Denkmalzone Ortskern Kirsch | Bachstraße, Kirchenweg, Paulinusgasse, Zuckerbergstraße Lage | 18. bis 20. Jahrhundert | Gefüge des Ortsmittelpunkts um die Filialkirche, wie es im 18. Jahrhundert ausgebildet wurde, mit gruppierten Quereinhäuser des 18. bis frühen 20. Jahrhunderts; kennzeichnendes Ortsbild | BW   |

### Einzeldenkmäler
| Bezeichnung                            | Lage                      | Baujahr                   | Beschreibung                                                            | Bild                           |
| -------------------------------------- | ------------------------- | ------------------------- | ----------------------------------------------------------------------- | ------------------------------ |
| Quereinhaus                            | Bachstraße 16 Lage        | 1906                      | Quereinhaus, 1906                                                       | BW                             |
| Bildstock                              | Bothgasse, bei Nr. 2 Lage | Ende des 18. Jahrhunderts | Vesperbild, Ende des 18. Jahrhunderts                                   | BW                             |
| Wohnhaus                               | Kirchenweg 2 Lage         | 18. Jahrhundert           | Krüppelwalmdachbau, 18. Jahrhundert, Wiederaufbau bezeichnet 1836       | BW                             |
| Wohnhaus                               | Kirchenweg 14 Lage        | 16. Jahrhundert           | spätgotischer Steilgiebelbau, 16. Jahrhundert, Umbau im 18. Jahrhundert | Fotos hochladen                |
| Hofanlage                              | Kirchenweg 16 Lage        | 1844                      | spätklassizistischer Streckhof, bezeichnet 1844                         | BW                             |
| Hofanlage                              | Neustraße 16 Lage         | spätes 18. Jahrhundert    | Parallelhof, spätes 18. Jahrhundert, Umbau um 1900                      | BW                             |
| Katholische Filialkirche St. Sebastian | Tränkgasse Lage           | 1781                      | spätbarocker Saalbau, 1781                                              | weitere Bilder Fotos hochladen |